# Kloster Irsee
Das Kloster Irsee (auch Abtei Ursin; lat. Abbatia Ursinensis) ist eine ehemalige Abtei der Benediktiner in Irsee nahe der Stadt Kaufbeuren in Bayern in der Diözese Augsburg. Es ist heute ein Tagungs- und Bildungszentrum des Bezirks Schwaben.

## Geschichte

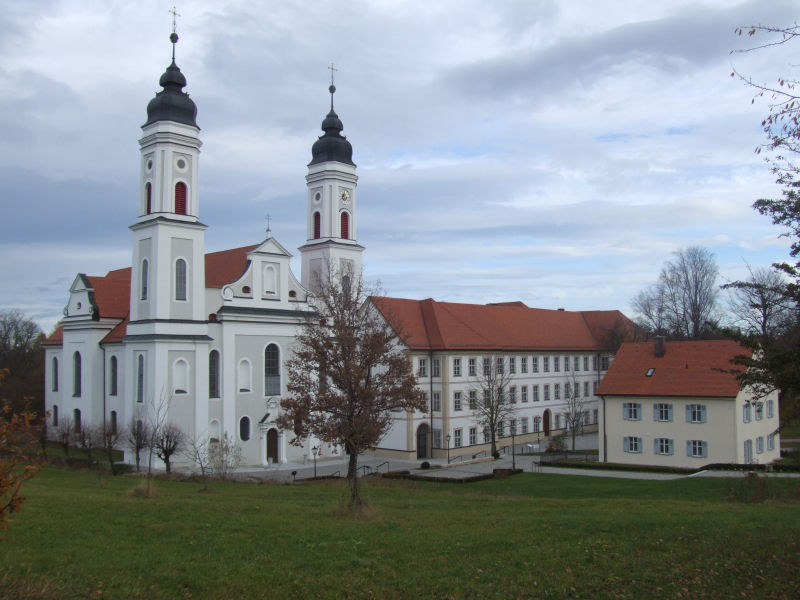
Klosterkirche Irsee

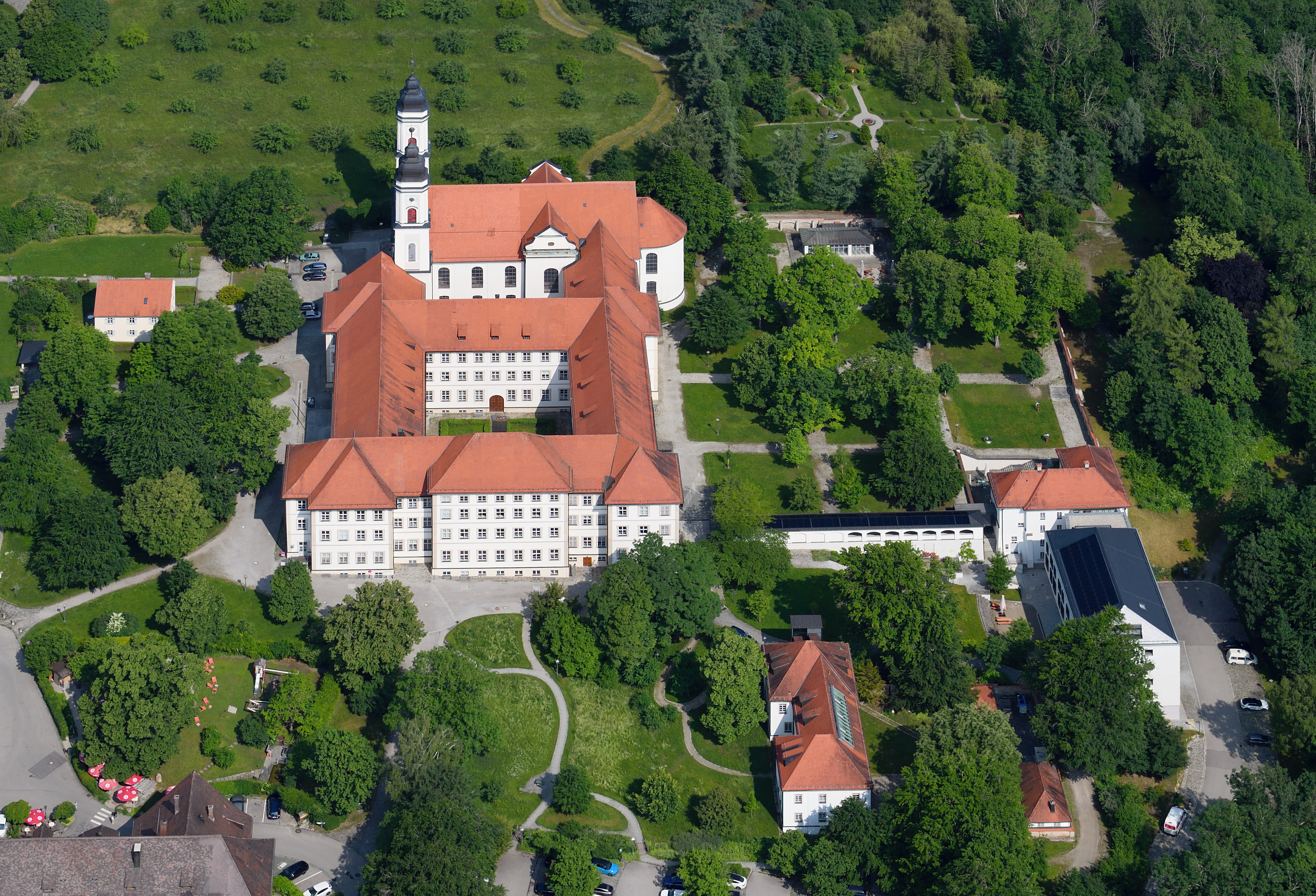
Kloster Irrsee aus der Luft gesehen

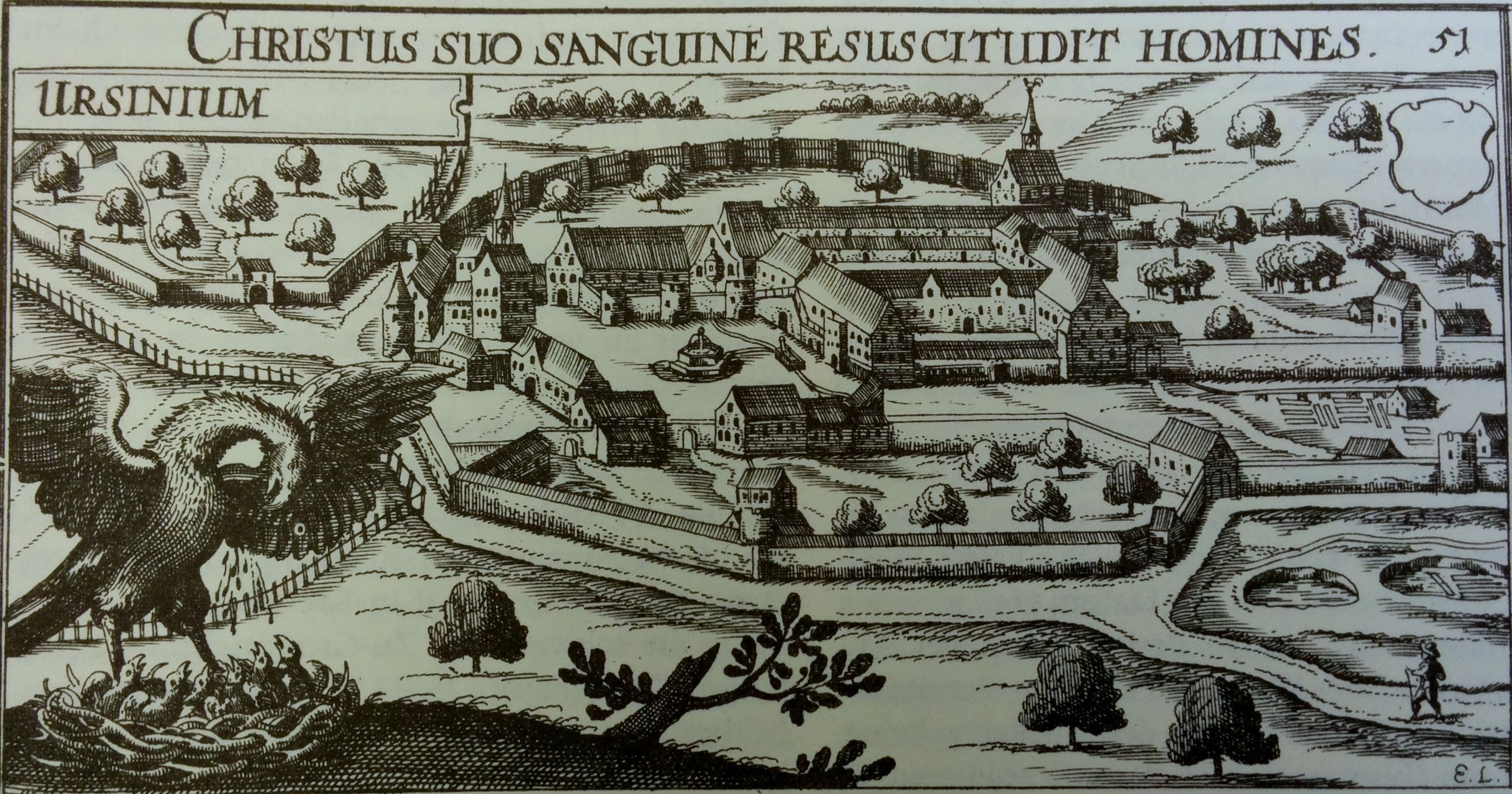
Kloster Irsee im 17. Jahrhundert

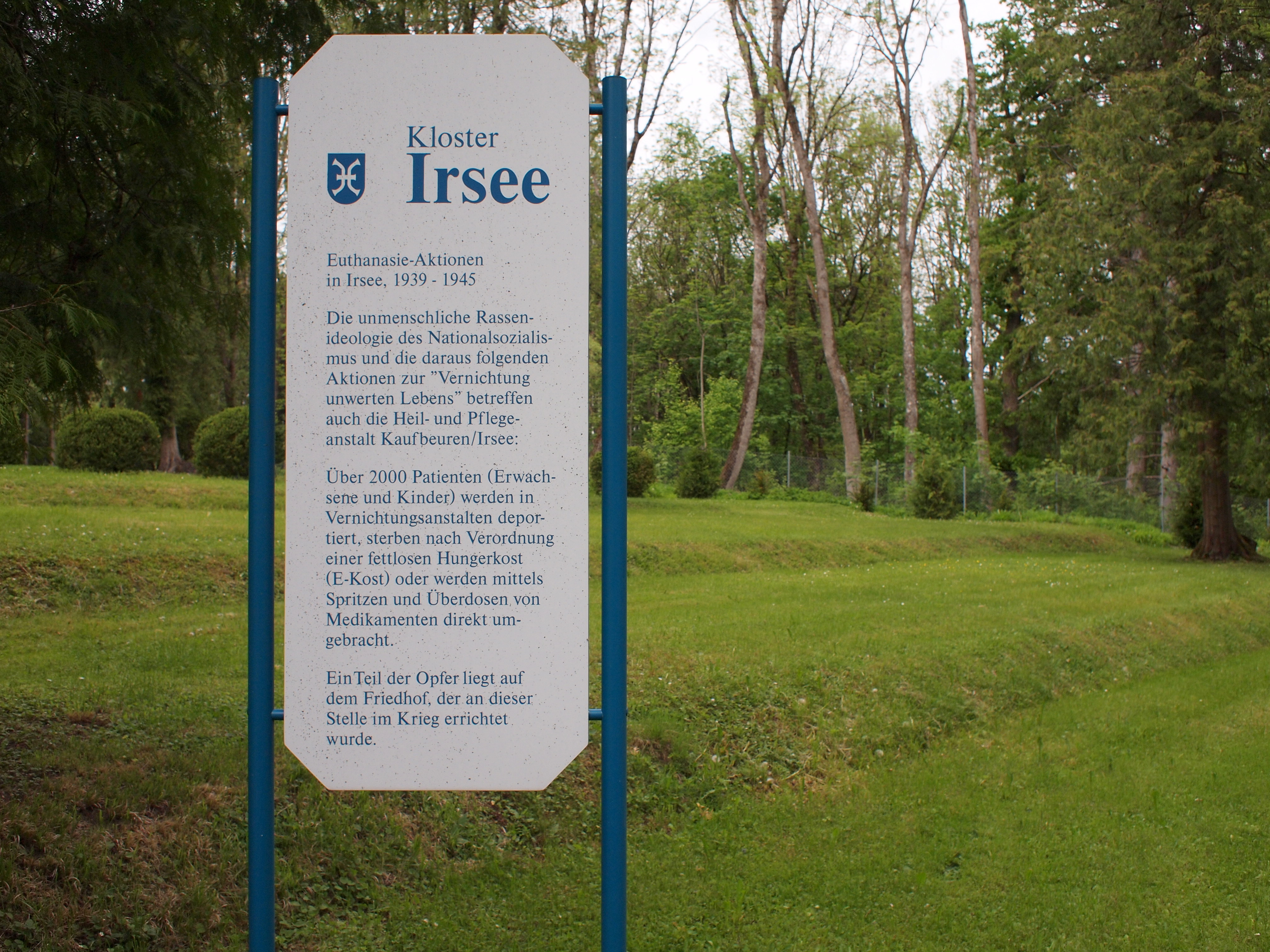
Euthanasie-Friedhof

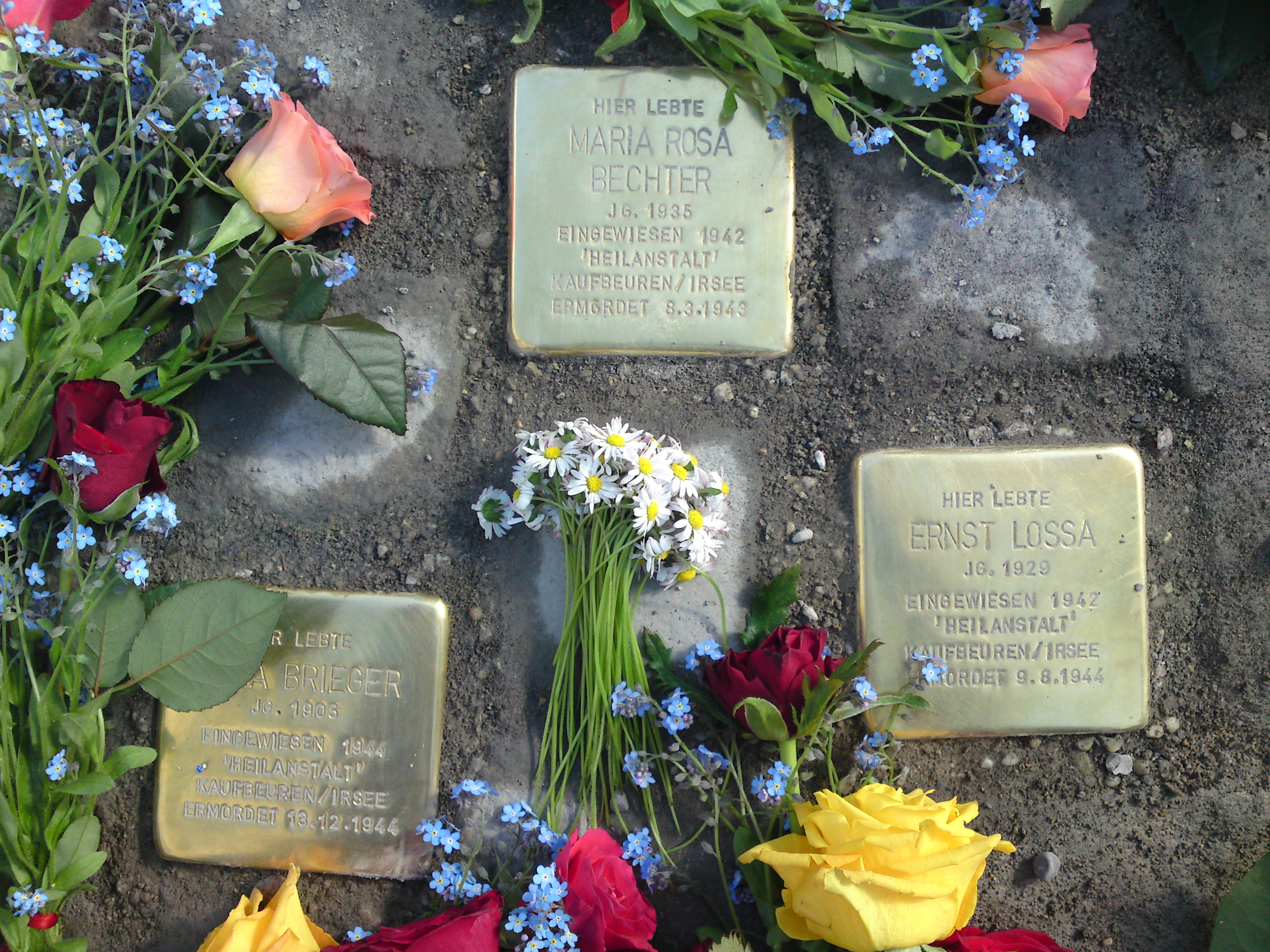
Stolpersteine für drei Opfer der NS-Euthanasie vor dem Kloster Irsee

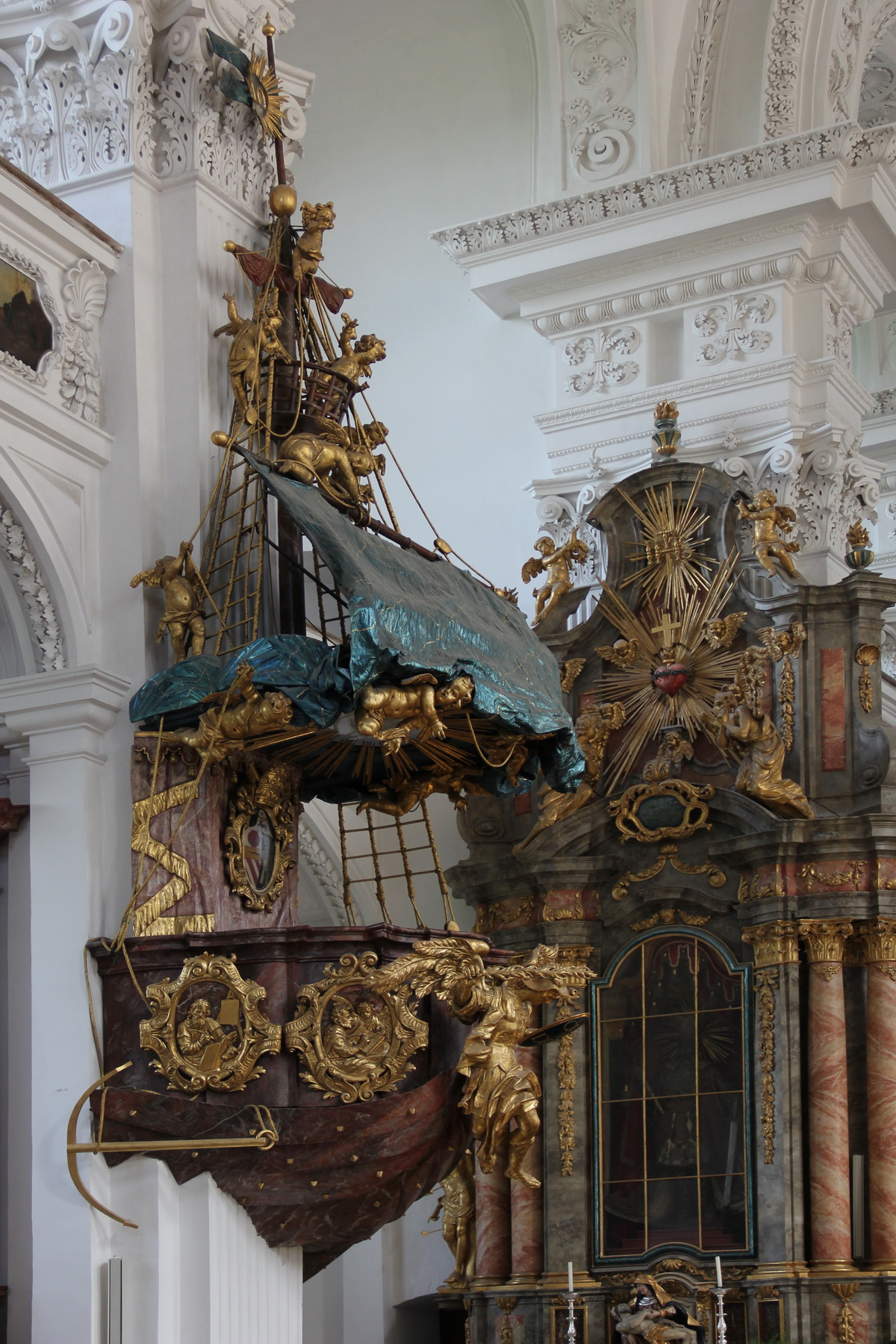
Die Schiffskanzel in der Klosterkirche

### Kloster – Abtei
Der spätere Mönchskonvent ging aus einer um 1180 entstandenen Einsiedelei im Eiberger Wald hervor, die endgültig 1182 durch Besiedelung mit Benediktinermönchen aus der Abtei Isny zum Kloster (Patrozinium: St. Maria) wurde. Gründer dieses Monasteriums war 1185/86 der Markgraf Heinrich von Ronsberg, Gründungsort der Ursiner Burgberg (heute Standort der Friedhofskirche St. Stephan). Wegen Wassermangels erfolgte dann zwischen 1187 und 1196 die Verlegung des Klosters an die heutige Stelle im Tal. Bereits 1186 zur eigenständigen Abtei erhoben, wurde das Irseeer Benediktinerkloster im 13. Jahrhundert exempt (1209 päpstlicher und 1227 königlicher Schutzbrief) und erlangte sogar 1521 die Reichsunmittelbarkeit. 1447 übernahm der Mönchskonvent von Irsee die Melker Reform und verbreitete diese benediktinische Klosterreform in weiteren Benediktinerklöstern. Gegen Ende des 15. Jahrhunderts setzte in Irsee zudem eine Phase reger künstlerischer Tätigkeit ein, besonders im Bauwesen und der Buchkunst. Die Hauptvögte des Klosters waren von 1390 bis 1803 die Habsburger.
Im Bauernkrieg wurde die Klosteranlage 1525 zerstört und bis 1535 wiederaufgebaut, zugleich setzte humanistischer Geist in Irsee ein. Nach erneut schweren Zeiten und Plünderungen im Dreißigjährigen Krieg begann ab der zweiten Hälfte des 17. Jahrhunderts eine neue Blütezeit der Abtei mit beachtlichem wissenschaftlichen und künstlerischem Leben. So wurden mehrere Ursiner Mönche zu Professoren an der Universität Salzburg berufen. 1669 trat die Abtei der Cassinesischen Kongregation bei, wechselte aber schon 1685 zur Niederschwäbischen Benediktinerkongregation. 1692 wurde der Reichsabtei der Blutbann verliehen. Von 1699 bis 1702 erfolgte der Neubau der Abteikirche unter Mitwirkung der Barockbaumeister bzw. -künstler Franz Beer und Joseph Schmuzer und zwischen 1700 und 1730 wurden große Teile des Konventbaus und weitere Gebäude neu errichtet. Eine originelle Besonderheit der Kirchenausstattung ist die Schiffskanzel (um 1725) geschaffen von Ignaz Hillenbrand, eine Kanzel in Form eines Schiffsbugs samt Mast, Takelage, aus Leinen gefertigtem Segel und Engelsfiguren als Schiffsjungen. St. Michael dient als Galionsfigur während sein Pendant, der Teufel 1834 entfernt wurde.
In verglasten Schreinen sind drei Katakombenheilige (Eugenius, Candidus und Faustus), die in stehender Haltung montiert sind, in den Seitenschiffen zu sehen. Das 18. Jahrhundert wurde die große wissenschaftliche Blütezeit der Abtei Irsee, besonders in den Bereichen der Naturwissenschaften, der Philosophie und Theologie sowie Musik und Theater. Die Benediktinermönche pflegten auf diesen Gebieten Kontakte mit der Benediktineruniversität Salzburg sowie nach Freising (unter anderem Abtei Weihenstephan) und Kremsmünster. Zudem nahmen die Patres des Klosters umfangreiche Seelsorgsaufgaben war.
Benediktinerkloster und Reichsabtei Irsee wurden 1802 im Zuge der Säkularisation aufgelöst. Der bayerische Staat verpachtete 1803 die Wirtschaftsbetriebe und Klostergründe und versteigerte das Inventar. Den Großteil der Bibliothek schenkte König Ludwig I. im Jahr 1833 der von ihm wiedergegründeten Benediktinerabtei Metten.
Das Kloster Irsee hatte seit dem 16. Jahrhundert den Status einer Reichsabtei. Daher hatte der Abt von Irsee seit dem 16. Jahrhundert einen Sitz auf der schwäbischen Prälatenbank im Reichstag, wo er an sechster Stelle rangierte. Zum Herrschaftsgebiet des Klosters gehörten bei der Auflösung 1803 rund 3000 Einwohner.

### Pfarreinrichtung und Behördensitz
Die Abteikirche diente ab 1804 als neue Pfarrkirche und das Konventgebäude als Pfarrhof. Außerdem zogen das Rentamt und weitere Behörden in die ehemalige klösterliche Einrichtung. Erst 1812 verließen die letzten Konventualen ihr ehemaliges Kloster. In den freigewordenen Räumen richtete man Dienstwohnungen für den Ortspfarrer und örtliche Beamte ein.

### Heil- und Pflegeanstalt

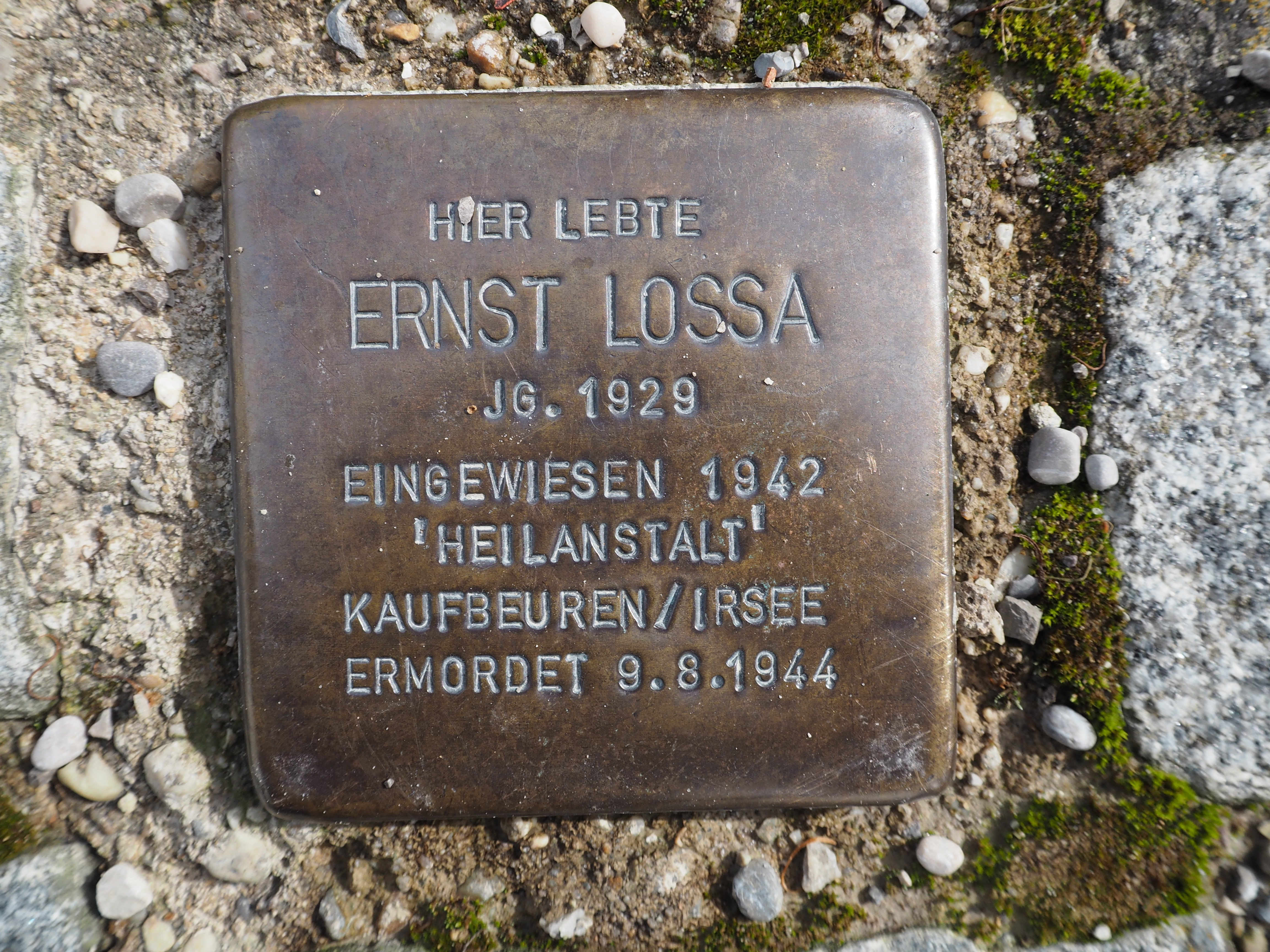
Stolperstein für Ernst Lossa

Das Rentamt zog 1828 aus, und der Staat bemühte sich vergeblich, einen Käufer für die leerstehende Klosteranlage zu finden. 1832 schließlich entschieden die Vorläufer der späteren Regierung und des Bezirkstags von Schwaben, in Irsee eine „Kreisirrenanstalt“ einzurichten. Am 1. September 1849 eröffnet, stieß die für damalige Begriffe fortschrittliche Anstalt rasch an Kapazitätsgrenzen. Die zusätzliche geschaffene „Kreis-Heil- und Pfleganstalt“ im nahen Kaufbeuren (eröffnet 1876) entlastete die Einrichtung in Irsee, die von 1900 an als Zweiganstalt von Kaufbeuren geführt wurde.

### Aktion T4
Von 1939 bis 1945 wurden durch den NS-Staat im Rahmen der sogenannten „Aktion T4“ über 2000 Patienten, darunter viele Kinder, aus den seit 1929 unter der Leitung von Valentin Faltlhauser stehenden Einrichtungen in Irsee und Kaufbeuren in Vernichtungsanstalten deportiert und umgebracht oder vor Ort getötet.

### Tagungs- und Bildungszentrum

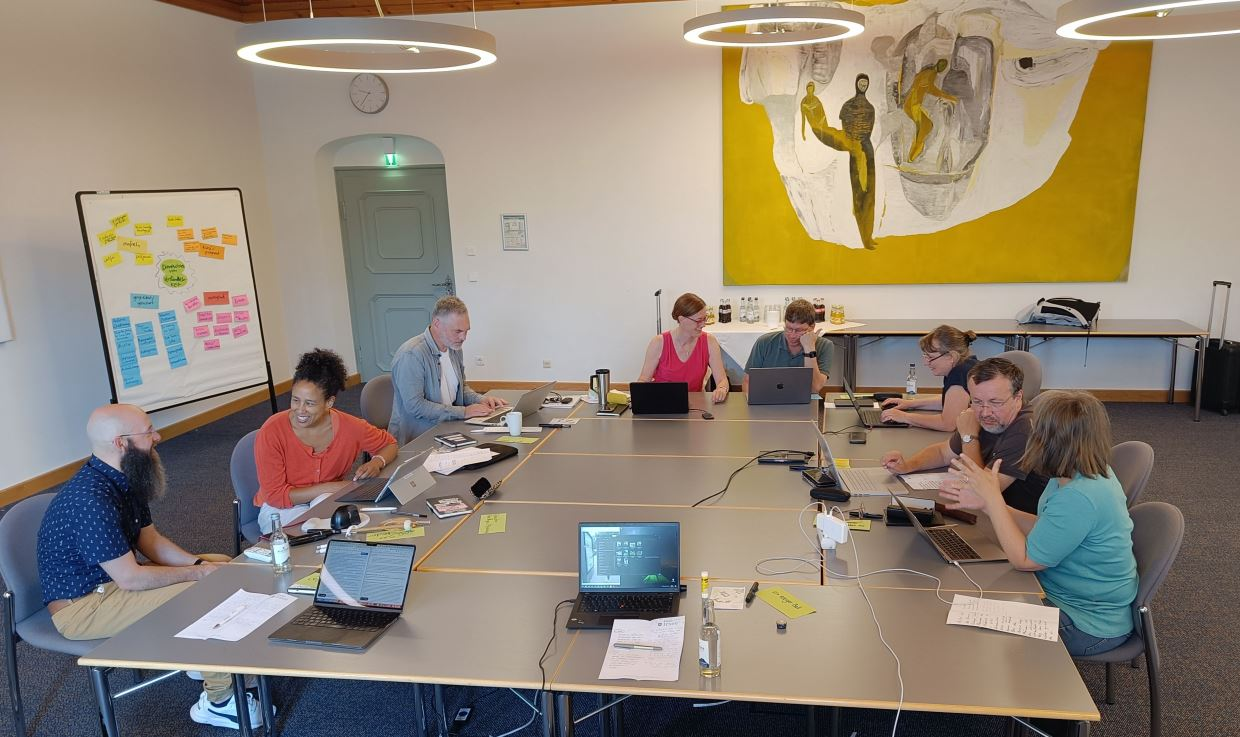
Gruppe von Hochschullehrenden bei einem Writing Retreat im Kloster Irsee

1972 wurde der Krankenhausstandort im Kloster aufgelöst. Der Bezirk Schwaben beschloss daraufhin am 11. Oktober 1974 die Restaurierung der Klosteranlage und Umwandlung in ein Bildungszentrum, da die vorhandene Raumstruktur sich als sehr günstig erwies. Die Renovierungsarbeiten waren 1981 abgeschlossen. Die Gesamtkosten beliefen sich auf knapp 21,25 Millionen DM.
Das Schwäbische Tagungs- und Bildungszentrum Kloster Irsee öffnete 1984. Das Tagungshotel verfügt über 81 Gästezimmer und 15 Tagungsräume. In den Räumen ist das Bildungswerk des Bayerischen Bezirketags untergebracht. Hier finden die Fort- und Weiterbildungen in den Bereichen Psychiatrie, Neurologie für ärztlich, therapeutisch und administrativ tätige Berufsgruppen statt.

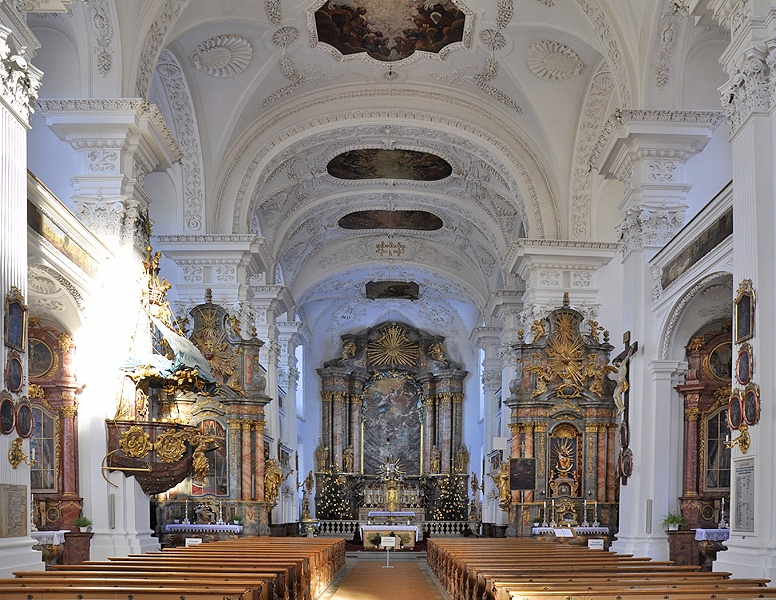
Inneres der ehemaligen Abteikirche, heute Pfarrkirche

Auch findet sich hier die Schwabenakademie. Sie bietet ein breitgefächertes Programm mit geistes- und kulturwissenschaftlichen Seminaren, Kursen zur Persönlichkeitsbildung und zur künstlerischen Praxis. Konzerte, Lesungen, Vorträge und Ausstellungen sowie Tagungen gehören mit dazu. Die Ergebnisse der wissenschaftlichen Konferenzen werden regelmäßig publiziert.
Über viele Jahre führte die Landtagsfraktion der BayernSPD ihre Winterklausuren in Kloster Irsee durch. So begrüßte SPD-Landtagsfraktionschef Markus Rinderspacher zahlreiche prominente Politiker und Persönlichkeiten des öffentlichen Lebens im Kloster, unter ihnen SPD-Parteichef Martin Schulz (2018). 2017 waren unter den Klausurgästen der Vorsitzende der Katholischen Deutschen Bischofskonferenz, Kardinal Reinhard Marx, der Ratsvorsitzende der Evangelischen Kirche in Deutschland, Bayerns Landesbischof Heinrich Bedford-Strohm, die Direktorin der Akademie für Politische Bildung in Tutzing, Ursula Münch. In den Jahren zuvor sprachen u. a. der Vorsitzende des BUND Naturschutz, Hubert Weiger, der Vorsitzende der Industriegewerkschaft IG Bergbau, Chemie, Energie (IG BCE), Michael Vassiliadis, und der Präsident des Bundesamts für Migration und Flüchtlinge BAMF, Manfred Schmidt, zu den Abgeordneten. 2014 diskutierte der Direktor der Europäischen Zentralbank (EZB), Jörg Asmussen, mit den Abgeordneten über die europäische Finanzpolitik.

## Liste der Äbte und Reichsäbte von Irsee

### Äbte
- Kuno (1185–1188)
- Rudolf (1188–?)
- Gebold (?)
- Albert (?–1228)
- Konrad I. (1228–1267)
- Ulrich (?)
- Heinrich I. (?)
- Hartmann (14 Jahre Abbatiat)
- Heinrich II. (1332, † 1339)
- Konrad II. (1339–?)
  - Schwicker (Usurpator) (?)
- Heinrich III. Zerrer (1/4 Jahr Abbatiat)
- Ulrich II. von Altenstadt (?)
- Heinrich IV. (?)
- Albinus (? – um 1398)
- Peter I. von Baysweil (um 1398–1399)
- Konrad III. (1399–1422)
- Heinrich V. (1422–1456)
- Peter II. (1459–1476)
- Matthias Steinbrucker (1476–1490)
- Ottmar (1490–1502)

### Reichsäbte
- Peter III. Fend (1502–1533)
- Paul Recharus (1533–1549)

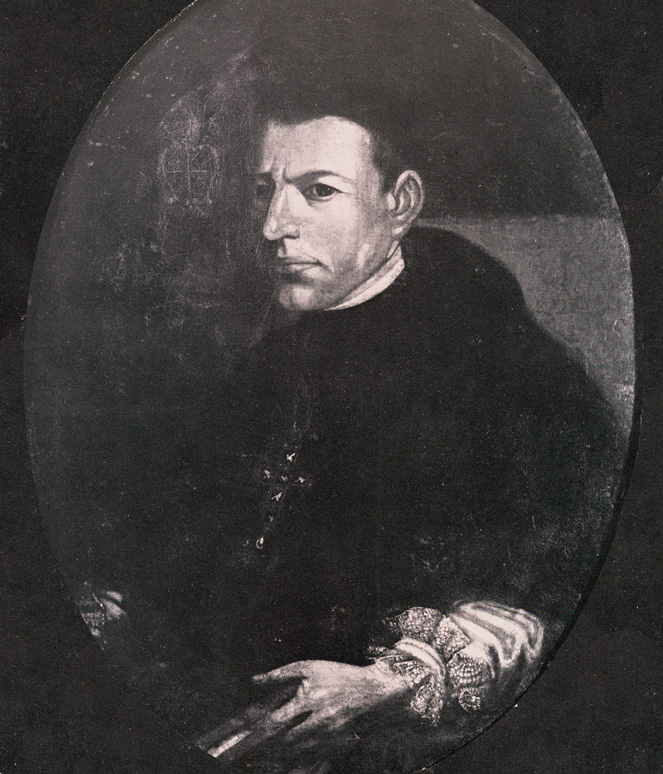
Reichsabt Willibald Grindl (zeitgen. Porträt (um 1715))

- Sebastian I. Steiger (1549–1565), seit 1551 als erster Abt infuliert
- Adam Leberwurst (1596)
- Sebastian II. Mayr (1596–1610)
- Karl Endres (Carolus Andreae) (1612–1627)
- Maurus Keuslin (1627–1664, † 1666)
- Johann Schammius (1664–1665)
- Placidus Lindenbaur (1665–1667, † 1692)
- Aemilian I. Mayr (1667–1692)
- Romanus Köpfle (1692–1704)
- Willibald Grindl (1704–1731)
- Bernhard Beck (1731–1765)
- Aemilian II. Mock (1765–1784)
- Honorius Grieninger (1784–1803)